# Чехословакия

Физическая карта

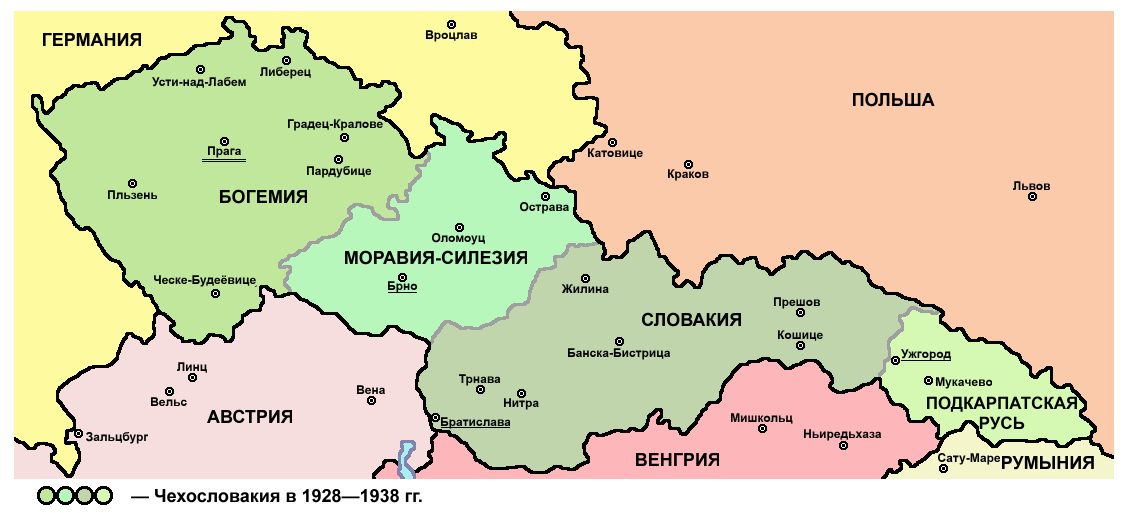
Чехословакия в 1928—1938

Чехослова́кия (чеш. Československo, словац. Česko-Slovensko) — общее наименование государства в Центральной Европе, существовавшего в период с 1918 по 1992 год. Государство провозгласило свою независимость в 1918 году от Австро-Венгрии. В 1938 году Первая Чехословацкая республика была разделена между странами Оси, до 1945 года на территории Чехословакии существовали германский Протекторат Богемии и Моравии и Первая Словацкая республика, Судетская область была присоединена к Германии, Южная Словакия и Подкарпатская Русь — к Венгрии, Тешинская Силезия — к Польше.
После Второй мировой войны граничила с Германской Демократической Республикой и Федеративной Республикой Германии (с 1990 года — объединенной Германией), Польской Народной Республикой (с 1989 года — Республикой Польша), Австрийской Республикой, Венгерской Народной Республикой (с 1989 года — Венгерской Республикой), Союзом Советских Социалистических Республик (с 1991 года — Украиной).
Помимо современных территорий Чехии и Словакии данное государство в период с 1918 по 1939 годы включало территорию Подкарпатской Руси.

## Официальные названия
- 1918—1920 — Чехо-Словацкая Республика / ЧСР / Чехо-Словакия (Česko-Slovenská republika /ČSR/ и Republika Česko-Slovenská /RČS/ на чешском и словацком, чеш. Česko-Slovensko, чеш. Česko-Slovenský stát, словац. Česko-Slovenska).
- 1920—1938 — Чехословацкая Республика / ЧСР / Чехословакия (Československá republika /ČSR/ и Republika československá /RČS/ на чешском и словацком, чеш. Československo, словац. Československa).
- 1938—1939 — Чехо-Словацкая Республика / ЧСР / Чехо-Словакия (Česko-Slovenská republika /ČSR/ на чешском и словацком, чеш. Česko-Slovensko, словац. Česko-Slovenska).
- 1945—1960 — Чехословацкая Республика / Чехословакия (Československá republika /ČSR/ на чешском и словацком, чеш. Československo, словац. Československa).
- 11 июля 1960 — 28 марта 1990 — Чехословацкая Социалистическая Республика / ЧССР / Чехословакия (Československá socialistická republika /ČSSR/ на чешском и словацком, чеш. Československo, словац. Československa).
- 29 марта 1990 — 20 апреля 1990 — Чехословацкая Федеративная Республика / Чехо-словацкая Федеративная Республика / ЧСФР / Чехословакия, Чехо-Словакия (чеш. Československá federativní republika, словац. Česko-slovenská federatívna republika /ČSFR/, чеш. Československo, словац. Česko-Slovensko).
- 20 апреля 1990 — 31 декабря 1992 — Чешская и Словацкая Федеративная Республика / ЧСФР / Чехословакия, Чехо-Словакия (чеш. Česká a Slovenská Federativní republika, словац. Česká a Slovenská Federatívna Republika /ČSFR/, чеш. Československo, словац. Česko-Slovensko).

## Государственный строй
С момента создания и до 1969 года Чехословакия являлась унитарным государством, с 1948 года — унитарным государством с автономией Словакии, с 1969 года федеративным государством, состоящим из двух государств — Чехии и Словакии.
За свою историю Чехословакия имела три конституции: Конституционная хартия Чехословацкой Республики 1920 года (Ústavní listina Československé republiky), принятая Национальным собранием, Конституция Чехословацкой Республики 1948 года (Ústava Československé republiky), принятая Национальным учредительным собранием Чехословацкой Республики (Ústavodárné Národní shromáždění republiky Československé), Конституция Чехословацкой Социалистической Республики 1960 года (Ústava Československé socialistické republiky), принятая Национальным собранием.
Глава государства — Президент (Prezident), избирался Национальным собранием сроком на 7 лет (с 1960 года — на 5 лет). Осуществлял представительские функции, мог распустить Национальное собрание (до 1960 года). Нёс общую ответственность перед Национальным собранием, а с 1960 года — и политическую.
Законодательный орган — Национальное собрание Чехословацкой Республики (чеш. Národní shromáždění Republiky československé, слов. Národné zhromaždenie) избиралось народом по партийным спискам по многомандатным избирательным округам сроком на 6 лет (с 1960 года — на 4 года, с 1972 года — на 5 лет), с 1954 года избиралось по одномандатным округам, до 1948 года состояла из Сената (Senát) и Палаты депутатов (Poslanecká sněmovna); до избрания первого Национального собрания его функции исполняло Революционное национальное собрание (Revoluční národní shromáždění). В 1945—1946 гг. её функции исполняло Временное национальное собрание Чехословацкой Республики (Prozatímní Národní shromáždění republiky Československé), в 1945 году — Чешский народный совет (Česká národní rada), с 1969 года — Федеральное собрание Чехословацкой Социалистической Республики (чеш. Federální shromáždění Československé socialistické republiky, слов. Federálne zhromaždenie Československej socialistickej republiky), состояла из Палаты наций (Sněmovna národů) и Народной палаты (Sněmovna lidu). Национальное собрание состояло из 300 депутатов (Poslanci), избирало из своего состава Президиум Национального собрания (Předsednictvo Národního shromáždění), состоящее из Председателя Национального собрания (Předsedu Národního shromáždění), заместителей Председателя Национального собрания (místopředsedů) и 24 членов.
Исполнительный орган — Правительство (Vláda), состояло из Председателя Правительства и министров, назначалось Президентом и несло ответственность перед Национальным собранием.
Представительный орган Словакии — Земельное представительство (Zemské zastupitelstvo) с 1948 года — Словацкий национальный совет (Slovenská národní rada), избирался народом, исполнительный орган — Земельный президент (Zemský prezident), назначался Президентом по предложению Министерства внутренних дел, с 1948 года — Коллегия уполномоченных (Sbor pověřenců), назначалась Правительством и несла ответственность перед Словацким национальным советом, с 1956 года — назначалась Словацким национальным советом, с 1960 года — Президиум Словацкого национального совета, с 1969 года — Правительство Словакии.
Представительные органы местного самоуправления — земельные (Zemské zastupitelstvo), районные (Okresní zastupitelstvo) и общинные представительства (obecní zastupitelstvo), с 1945 года — земельные (Zemský národní výbor, с 1949 — краевые — Krajský národní výbor), районные (Okresní národní výbor), городские, общинные и районные (для районов в городах) национальные комитеты, избирались населением, исполнительные органы местного самоуправления — земельные комитеты (Zemský výbor), земельные президенты (Zemský preziden), районные комитеты (Okresní výbory), губернаторы (hejtman), общинные комитеты (Obecní výbor), мэры (Starosta), с 1948 года — президиумы национальных комитетов, с 1960 года — советы краёв, районов, городов, общин и городских районов.
Орган конституционного надзора — Конституционный суд Чехословацкой Республики (Ústavní soud Československé republiky) (в 1948—1969 гг. отсутствовал), избирался Президентом, Сенатом, Палатой депутатов, Правительством, Верховным судом и Верховным административным судом.

## Судебная система и прокуратура
Высшая судебная инстанция — Верховный суд Чехословацкой Республики (Nejvyšší soud), апелляционные суды — высшие суды (Vrchní soud) в 1949 году упразднены, суды первой инстанции — краевые суды (Krajský soud) в каждом из краёв и (с конца 1940-х) Городской суд в Праге (Městský soud v Praze), низшее звено судебной системы — районные суды (Okresní soud) в каждом из районов (с конца 1940-х), городские суды (Městský soud) в каждом из статутных городов, не имеющих городских районов, и районные суды (Obvodní soud) в каждом из городских районов. В 1961—1964 годах существовали также местные народные суды (místní lidové soudy) на уровне общин и предприятий. Судьи назначались президентом (в 1961—1969 годах судьи Верховного суда избирались Национальным собранием, судьи краевых судов — краевыми национальными комитетами, судьи районных судов — населением, с 1969 года судьи Верховного суда назначались Федеральным собранием, верховные суды республик, краевые суды, районные суды — национальными советами, судьи из народа (Soudce z lidu) (до 1948 года — присяжные (Přísedící), избиравшиеся представительствами) избирались национальными комитетами. Орган административной юстиции — Высший административный суд (Nejvyšší správní soud) в 1952 году был упразднён.
В 1953 году были созданы военные суды: высшей судебной инстанции военной юстиции стала Военная коллегия Верховного суда (vojenské kolegium), суды апелляционной инстанции военной юстиции — высшие военные суды (vyšší vojenský soud), суды первой инстанции военной юстиции — военные окружные суды (vojenský obvodový soud).
В 1952 году была создана прокуратура во главе с генеральным прокурором. Органами прокуратуры стали Генеральная прокуратура (Generální prokuratura), краевые прокуратуры (Krajská prokuratura), районные прокуратуры (Okresní prokuratura), высшие военные прокуратуры и окружные военные прокуратуры.

## История

### Первая республика (1918—1938)
Создана в ноябре 1918 года в ходе распада Австро-Венгрии при активной поддержке держав Антанты. Движение за выделение чешских и словацких земель из состава Австро-Венгрии, оформившееся 13 июля 1918 года в Чехословацкий национальный комитет (Národní výbor československý), возглавил находившийся во время войны в эмиграции Томаш Гарриг Масарик. 14 октября 1918 года было образовано Чехословацкое Временное правительство (Prozatímní česko-slovenská vláda), а 14 ноября путём расширения Чехословацкого национального комитета за счёт депутатов Рейхсрата от чешских земель — Революционное национальное собрание (Revoluční národní shromáždění). 29 февраля 1920 года Революционное национальное собрание приняло Конституционную хартию Чехословацкой Республики (Ústavní listina Československé republiky), провозглашавшая Чехословакию демократической парламентской республикой, законодательным органом стало Национальное собрание (Národní shromáždění), состоявшее из Сената (Senát) и Палаты депутатов (Poslanecká sněmovna), избиравшееся по многомандатным избирательным округам сроком на 6 лет, главой государства становился Президент (Prezident), избиравшийся Национальным собранием сроком на 7 лет, осуществлявший представительские функции, исполнительным органом — Правительство (Vláda), назначавшееся Президентом и нёсшее ответственность перед Национальным собранием. Первым президентом Чехословакии был избран Томаш Масарик. В 1935 году Масарика сменил многолетний министр иностранных дел Эдвард Бенеш. Сохранив многопартийный либерально-демократический строй и не осуществив переход, в отличие от многих государств Европы, в 1930-е годы к диктатуре, Чехословакия, однако, пала жертвой компромисса ряда стран с Гитлером (Мюнхенское соглашение 1938 года).

### Вторая республика (1938—1939)
Основная статья Вторая Чехословацкая республика
Осенью 1938 года после Мюнхенского соглашения Чехословакия лишилась Судетской области, отошедшей к Германии. На смену Первой республике пришла недолговечная и подконтрольная Германии Вторая республика во главе с Эмилом Гахой, в её составе Словакия и Подкарпатская Русь получили автономию (при этом 2 ноября 1938 года по первому Венскому арбитражу южные районы Словакии с городом Кошице и южная часть Подкарпатской Руси были переданы Венгрии). Чешская часть Тешинской Силезии была аннексирована Польшей.

### Во власти «оси» (1939—1945)
14 марта 1939 г. рейхсканцлер Германии Гитлер вызвал чехословацкого президента Эмиля Гаху в Берлин и предложил ему принять протекторат Германии над Чехией и Моравией с предоставлением независимости Словакии. Э. Гаха согласился на это, был подписан договор о создании Протектората Чехии и Моравии, президентом которого стал Э. Гаха. При вводе германских войск единственную организованную попытку сопротивления в городе Мистек (ныне Фридек-Мистек) предприняла рота капитана Карела Павлика.

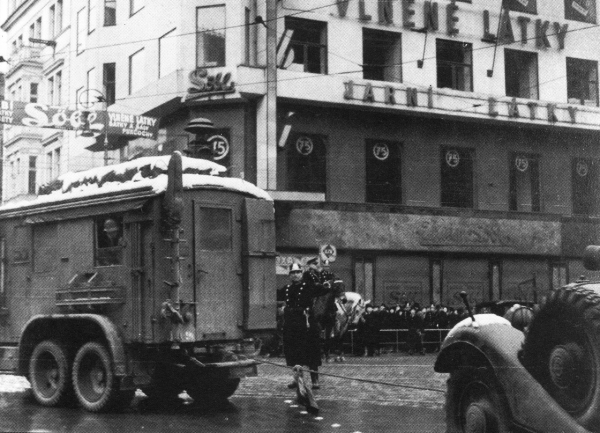
Колонна германских военных в Чехословакии

15 марта 1939 года указом рейхсканцлера Германии А. Гитлера Чехия и Моравия были объявлены протекторатом Германии. Главой исполнительной власти протектората был назначаемый фюрером рейхспротектор (нем. Reichsprotektor). Первым рейхпротектором 21 марта 1939 года был назначен Константин фон Нейрат. Существовал также формальный пост президента протектората, который всё время его существования занимал Эмиль Гаха. Личный состав отделов, аналогичных министерствам, был укомплектован должностными лицами из Германии. Евреи были изгнаны с государственной службы. Политические партии были запрещены, многие лидеры Коммунистической партии Чехословакии перебрались в Советский Союз.
Словакия во главе с авторитарным союзником Гитлера Йозефом Тисо стала независимым государством, а Карпатская Украина, провозгласившая 15 марта независимость, была через три дня полностью оккупирована венгерскими войсками и включена в состав Венгрии.
В эмиграции (Лондон) с началом Второй мировой войны второй президент Чехословакии Эдвард Бенеш создал Правительство Чехословакии в изгнании, которое пользовалось поддержкой антигитлеровской коалиции (с 1941 года к ней присоединились США и СССР). Существует теория продолжения существования чехословацкого государства, согласно которой все решения, принятые на территории страны после Мюнхена до 1945 г., были недействительными, а Бенеш, подавший вынужденно в отставку, всё это время сохранял президентские полномочия.
Население Чехии и Моравии было мобилизовано в качестве рабочей силы, которая должна была работать на победу Германии. Для руководства промышленностью были организованы специальные управления. Чехи были обязаны работать на угольных шахтах, в металлургии и на производстве вооружений; часть молодёжи была отправлена в Германию. Производство товаров народного потребления было уменьшено и в значительной мере направлено на снабжение немецких вооружённых сил. Население протектората было подвергнуто строгому нормированию.

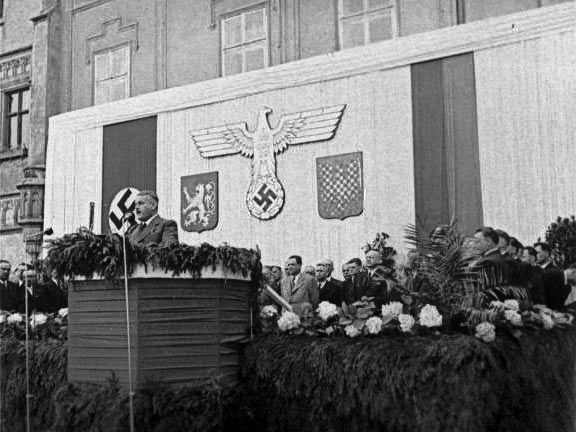
Министр юстиции протектората Богемии и Моравии Ярослав Крейчи произносит речь в Таборе, 1942

В первые месяцы оккупации германское правление было умеренным. Действия гестапо были направлены преимущественно против чешских политиков и интеллигенции. Однако 28 октября 1939 года на 21-ю годовщину провозглашения независимости Чехословакии чехи выступили против оккупации. Смерть 15 ноября 1939 года студента-медика Яна Оплетала, раненного в октябре, вызвала студенческие демонстрации, за которыми последовала реакция Рейха. Начались массовые аресты политиков, также были арестованы 1800 студентов и преподавателей. 17 ноября все университеты и колледжи в протекторате были закрыты, девять студенческих лидеров казнены, сотни людей были отправлены в концлагеря.
Осенью 1941 года власти Германии предприняли ряд радикальных шагов в протекторате. Заместителем рейхпротектора Богемии и Моравии был назначен начальник Главного управления имперской безопасности Рейнхард Гейдрих. Премьер-министр Протектората Чехии и Моравии Алоис Элиаш был арестован, а затем расстрелян, чешское правительство реорганизовано, все чешские культурные учреждения были закрыты. Гестапо начало аресты и смертные казни. Была организована высылка евреев в концлагеря, в городке Терезине было организовано гетто. 4 июня 1942 года Гейдрих умер, будучи раненым во время операции «Антропоид». Его преемник, генерал-полковник Курт Далюге, начал массовые аресты и смертные казни. Были разрушены посёлки Лидице и Лежаки. В 1943 году около 350 тысяч чешских рабочих были депортированы в Германию. В пределах протектората вся невоенная промышленность была запрещена. Большинство чехов подчинились и лишь в последние месяцы войны вступили в движение сопротивления. В 1944 году значительную роль сыграло Словацкое национальное восстание, продлившееся два месяца — с августа по октябрь.

### Третья Чехословацкая Республика (1945—1948)

Советские солдаты на Вацлавской площади в Праге, май 1945 года

В мае 1945 года в Праге произошло Пражское восстание. Утром 6 мая передовые части 1-й дивизии Комитета освобождения народов России (КОНР) под командованием генерал-майора Русской освободительной армии С. Буняченко вступили в первые бои с эсэсовцами у Збраслава и Радотина, а затем и вся дивизия вступила в город, заняв южные, юго-западные и западные районы Праги. В 4 часа утра 9 мая 1945 года передовые части 3-й гвардейской и 4-й гвардейской танковых армий 1-го Украинского фронта вступили в Прагу.
2 августа 1945 года президент Чехословакии Эдвард Бенеш подписал декрет, лишавший чехословацкого гражданства большинство лиц немецкой и венгерской национальности, постоянно проживавших на территории Чехословацкой республики. В 1945—1946 годах из Чехословакии было изгнано более 3 миллионов немцев.
26 мая 1946 года состоялись выборы в Законодательное Национальное собрание и в национальные комитеты. На них Коммунистическая партия Чехословакии получила наибольшее число голосов из всех политических партий, однако при всей своей популярности не имела абсолютного перевеса над ними, и вплоть до февраля 1948 года не имела гегемонии в органах власти.

#### Восстановление экономики Чехословакии
Кошицкая правительственная программа от 5 апреля 1945 в городе Кошице[уточнить].
В экономической части программы правительство Чехословакии выделило несколько ключевых проблем — быстро восстановить народное хозяйство опустошённое во время войны, заложить основы новой социальной политики «в интересах всех слоёв трудового народа», и оперативно обеспечить передачу имущества предателей под руководство национальных активов (документ говорит «имущество немцев, венгров, предателей и изменников родины», с исключением немецких и венгерских антифашистов), на утерянной земле осуществить земельную реформу. Требование национализации народного хозяйства правительством в программе конкретно не упоминается, но в целом считалось с ним. Её объём должен был быть решён только после освобождения всей страны. Это требование было настолько популярно среди населения, что против него никто не вышел открыто. Оговорки несоциалистических партий являлись в обсуждении национализации указов, касающихся в основном диапазоне национализации, о скорости, о роли кооперативов, а также некоторых организационных и процедурных вопросов.

### Чехословацкая Республика (1948—1960)
Основная статья: Чехословацкая Республика (1948-1960)
Поражение нацизма в 1945 г. привело к неполному восстановлению чехословацкой государственности на прежней территории (за исключением Подкарпатской Руси, в этом же году переданной вместе с частью словацкого Кралёвохлмецкого района (Чоп и окрестности) УССР).
28 октября 1945 года было образовано Временное национальное собрание Чехословацкой Республики (Prozatímní Národní shromáždění).
26 мая 1946 года прошли выборы в Национальное учредительное собрание (Ústavodárné Národní shromáždění), первое место на которых заняла — КПЧ, второе — ЧНСП, третье — ЧНП, четвёртое — ЧСДП, Президентом стал Эдвард Бенеш, Председателем Правительства — Председатель КПЧ Клемент Готвальд.
4 июля 1947 г. кабинет министров Чехословакии проголосовал за план Маршалла и за участие в Парижском саммите. Но уже 7 июля премьер-министр Готвальд был вызван для объяснений в Москву. Сразу вслед за этим, кабинет министров принял решение не ехать в Париж. В это же время проводилась политика депортаций — немцы и венгры были депортированы из страны (см. Декреты Бенеша). Экономическое положение страны ухудшалось и большинство населения напрямую связывало это с отказом от плана Маршалла.
При поддержке СССР силу набрала Коммунистическая партия Чехословакии, пришедшая к власти в феврале 1948 г. 9 мая 1948 года Национальное учредительное собрание приняло Конституцию Чехословацкой Республики, согласно которой законодательным органом становилось Национальное собрание, главой государства — Президент, избираемый Национальным собранием, исполнительным органом — Правительство, органом автономии Словакии — Словацкий национальный совет, органами местного самоуправления — краевые, районные, общинные, городские, районные национальные комитеты, судебными органами — Верховный суд, краевые суды, районные суды. Президентом был избран Клемент Готвальд, Председателем Правительства — Антонин Запотоцкий. В том же году были введены единые кандидатские списки, выдвигавшиеся Национальным фронтом, большинство в которых принадлежало Коммунистической партии Чехословакии.
В стране установилась система народной демократии, первые пять лет сопровождавшаяся борьбой с буржуазной оппозицией. Некоторая либерализация была связана с почти одновременной кончиной Сталина и Готвальда в марте 1953 и затем — хрущёвскими реформами в СССР. Иногда дело доходило до беспорядков, так 1 июня 1953 г. в чешском городе Пльзень рабочие заводов «Шкода», недовольные денежной реформой, отказались выйти на работу, и вместо этого вышли на улицы. Демонстранты захватили ратушу, сожгли городской архив. После мелких столкновений с полицией в город были введены танки, и демонстранты были вынуждены разойтись. После смерти Клемента Готвальда Президентом стал Запотоцкий, Председателем Правительства — Вильям Широкий, Первым секретарём ЦК КПЧ (должность Председателя КПЧ была упразднена) — Антонин Новотный. После смерти Запотоцкого в 1957 году Президентом стал Новотный.

### Чехословацкая Социалистическая Республика (1960—1990)
С 1960 года Чехословацкая Республика стала называться Чехословацкой Социалистической Республикой (ЧССР). В этой аббревиатуре одному слову «Чехословацкая» соответствует две буквы — «ЧС».

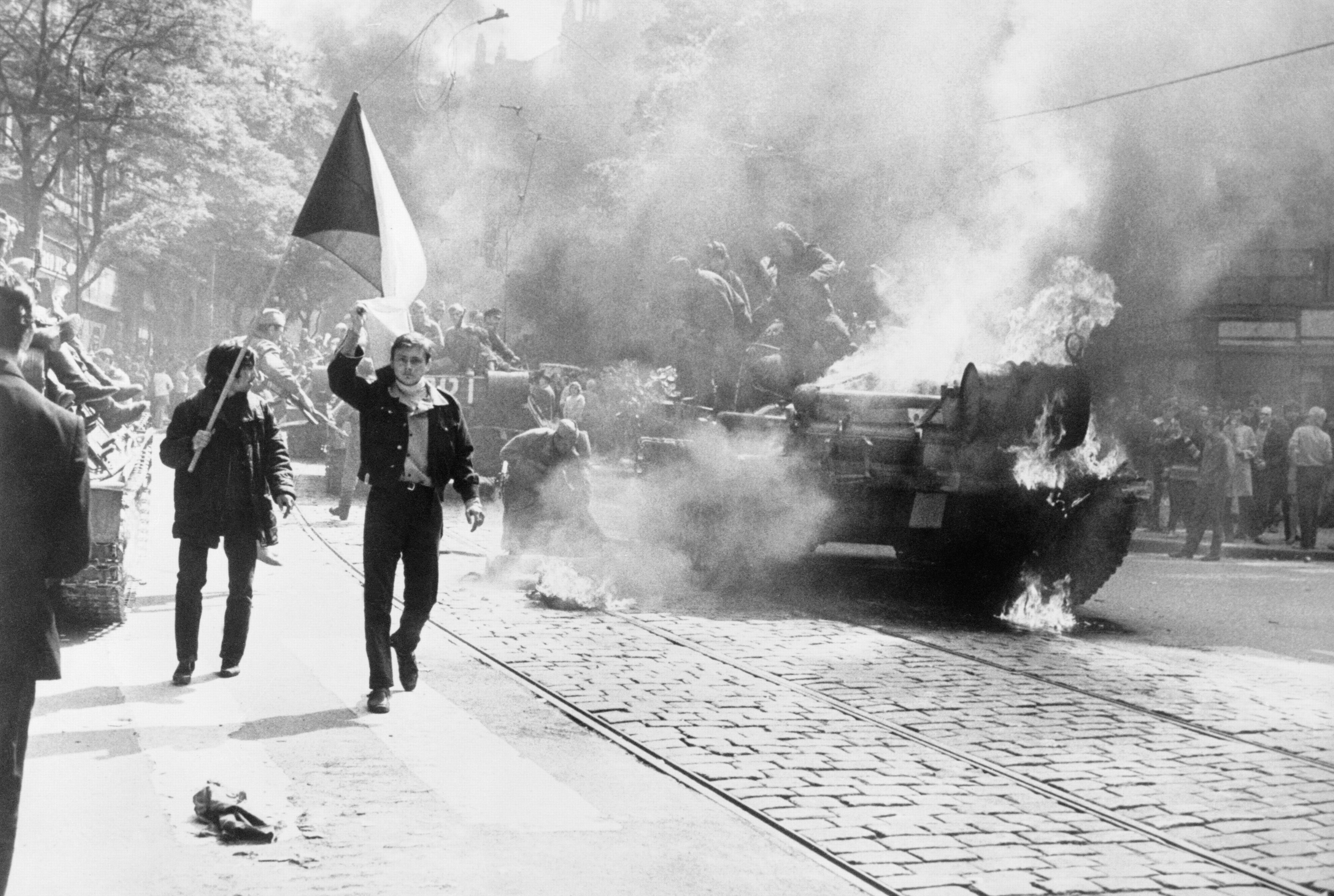
Демонстрация в Праге против советского вторжения в августе 1968 года

С 1962 г. экономика страны находилась в перманентном кризисе — пятилетний план 1961—1965 гг. был провален по всем показателям. Осенью 1967 г. в Праге прошли демонстрации протеста против курса правительства. В 1968 году попытка реформирования политической системы (Пражская весна) была подавлена войсками Варшавского договора (операция «Дунай»).
С национально-государственной точки первые 20 послевоенных лет в Чехословакии существовало так называемое асимметричное национально-государственное устройство: чешская нация не имела своих национально-государственных органов, а словацкая — имела (Словацкий национальный совет и национальные комитеты на местах), что означало определённую степень национально-территориальной автономии для Словакии. В то же время центральные органы государственной власти по факту выполняли в чешских землях ту же роль, что словацкие национальные органы в Словакии, оставаясь при этом властными и для последней, что создавало для чешских земель определённые преференции.

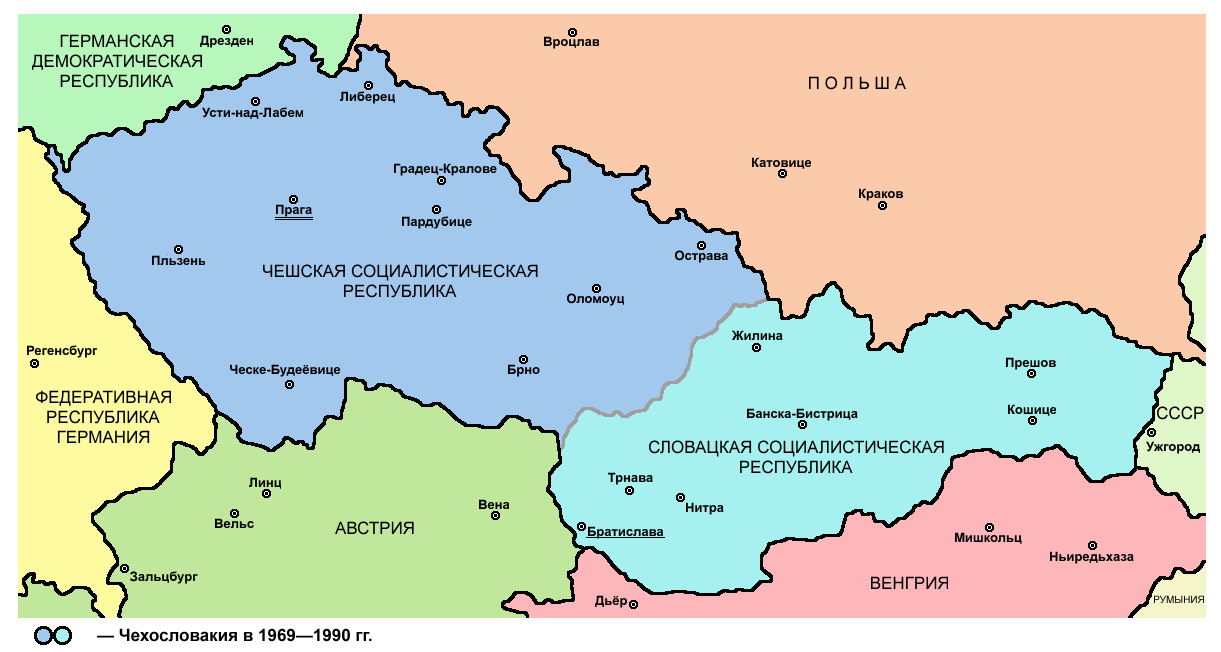
Чехословацкая социалистическая республика 1969−1989

С 1 января 1969 года в ЧССР было введено федеративное деление страны на Чешскую Социалистическую Республику и Словацкую Социалистическую Республику по аналогии с республиками СССР и СФРЮ.

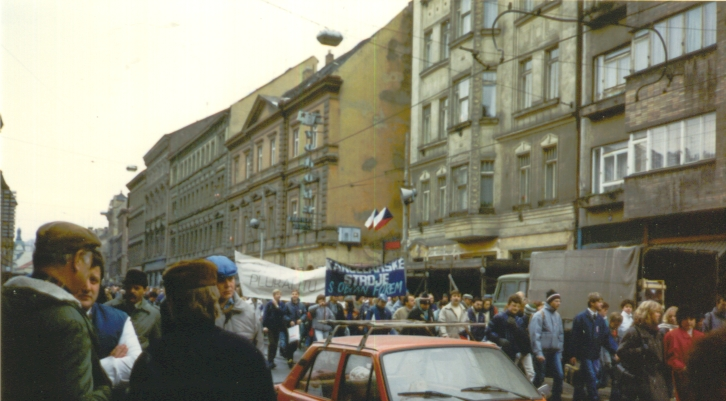
Демонстрация в Праге в ноябре 1989 года

Последующие двадцать лет, когда страной руководил Густав Гусак, были ознаменованы политикой «нормализации» (политического застоя при экономическом стимулировании). В 1989 году коммунисты лишились власти в результате бархатной революции, а страну возглавил писатель-диссидент Вацлав Гавел c 31.12.1989 — последний президент Чехословакии и первый президент Чехии.

### Распад Чехословакии (1992-1993)
Падение коммунистического режима в 1989 году привело к усилению тенденций политического размежевания Чехии и Словакии. Посткоммунистические элиты обеих частей государства взяли курс на независимость.
В 1990 году разгорелась так называемая «дефисная война». Чешские политики настаивали на сохранении прежнего написания «Чехословакия» в одно слово, словаки требовали дефисного написания: «Чехо-Словакия». В результате компромисса с 29 марта 1990 года страна стала официально именоваться «Чешская и Словацкая Федеративная Республика» (ЧСФР), сокращённое название «Чехословакия» по-словацки могло писаться с дефисом, по-чешски — без дефиса. В русском языке был принят вариант с дефисом.
1 января 1993 прекратившая существование накануне страна мирным путём разделилась на Чехию и Словакию, произошёл так называемый бархатный развод (по аналогии с бархатной революцией).

## Силовые структуры
- Вооружённые силы — Чехословацкая народная армия, до 1954 года и в 1990—1992 годах — Чехословацкая армия.
- Органы государственной безопасности — Служба государственной безопасности Чехословакии и служба общественной безопасности (Veřejná bezpečnost).

## Административное устройство

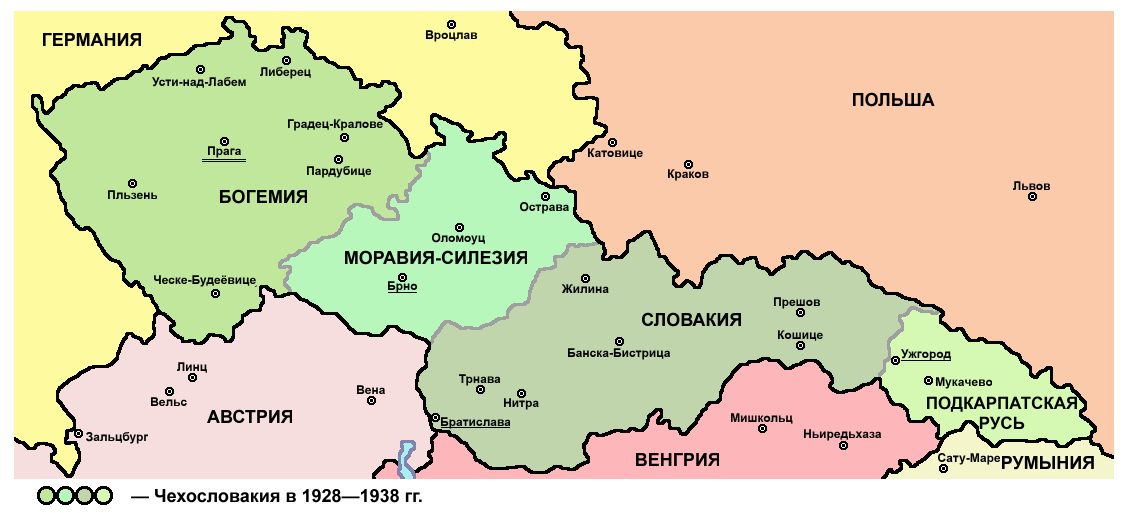
Чехословакия в 1928—1938 годах

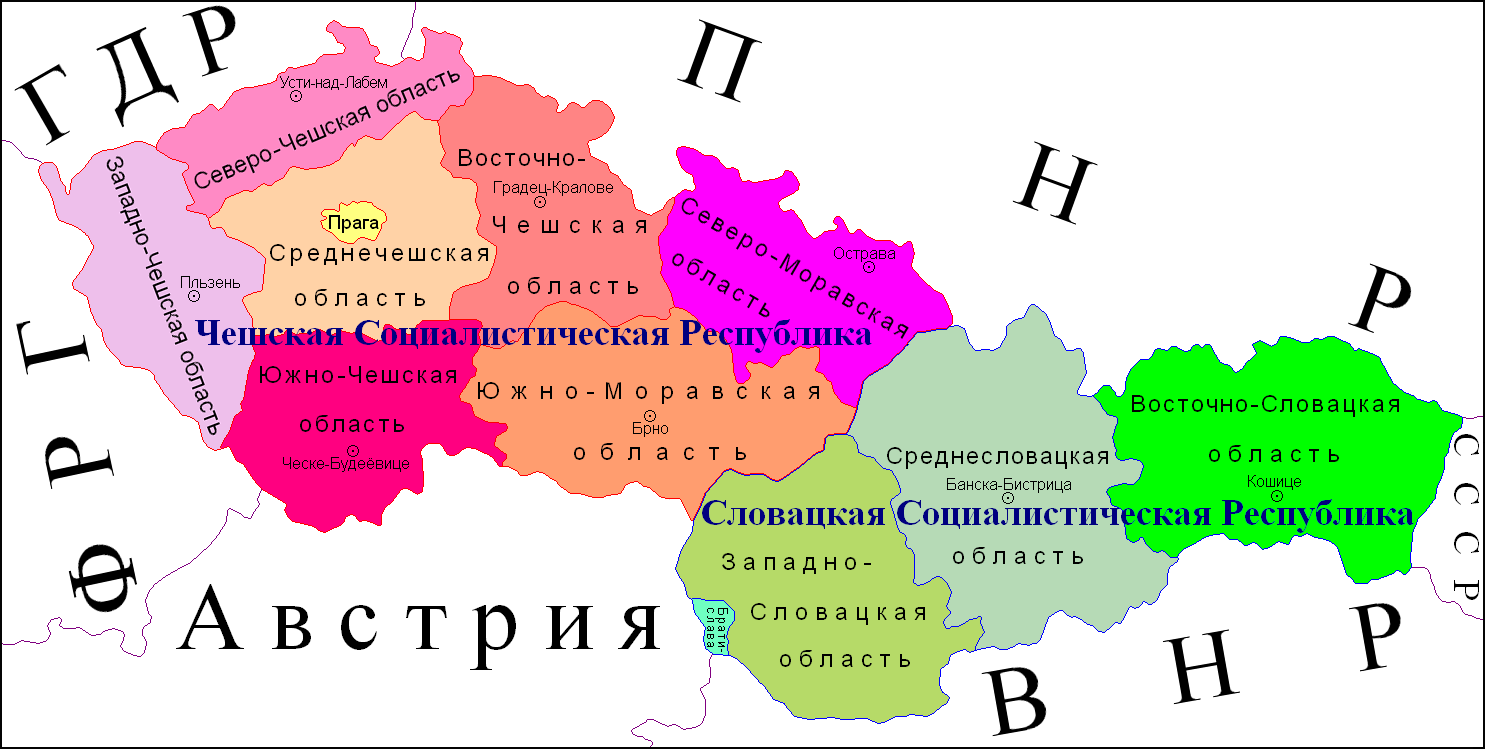
Карта Чехословацкой Социалистической Республики 1969—1989

Столица — город Прага.

### 1920—1928
На основе парламентского решения от 29 февраля 1920 года, территория Чехословакии была разделена на 21 жупанию:
Чехия:
- Пражская жупания[чеш.] (Pražská župa).
- Чешсколипская жупания[чеш.] (Českolipská župa).
- Лоунская жупания[чеш.] (Lounská župa).
- Карловарская жупания[чеш.] (Karlovarská župa).
- Пльзеньская жупания[чеш.] (Plzeňská župa).
- Чешско-будеёвицкая жупания[чеш.] (Českobudějovická župa).
- Пардубицкая жупания[чеш.] (Pardubická župa).
- Краловеградецкая жупания[чеш.] (Královéhradecká župa).
- Младоболеславская жупания[чеш.] (Mladoboleslavská župa).

Моравия:
- Оломоуцкая жупания[чеш.] (Olomoucká župa).
- Моравскоостравская жупания[чеш.] (Moravskoostravská župa).
- Тешинская жупания[чеш.] (Těšínská župa).
- Йиглавская жупания[чеш.] (Jihlavská župa).
- Брновская жупания[чеш.] (Brněnská župa).
- Угерско-градиштская жупания[чеш.] (Uherskohradišťská župa).

Словакия:
- Братиславская жупания[чеш.] (Bratislavská župa).
- Нитранская жупания[чеш.] (Nitranská župa).
- Поважская жупания[чеш.] (Povážská župa).
- Зволенская жупания[чеш.] (Zvolenská župa).
- Подтатрская жупания[чеш.] (Podtatranská župa).
- Кошицкая жупания[чеш.] (Košická župa).

Город Прага и Подкарпатская Русь не входили в состав жупаний и их привязка к административно-территориальному делению государства не была решена.

### 1928—1949
Первая Чехословацкая республика с 1928 делилась на четыре земли:
- Чешская земля (Země Česká).
- Моравско-силезская земля (Země Moravskoslezská).
- Подкарпато-русская Земля (země Podkarpatoruská).
- Словацкая земля (Země Slovenská).

Земли делились на районы и статутные города, районы — на города и общины, статутные города — на городские районы. Представительные органы земель — земельные представительства, районов — районные представительства, исполнительные органы земель — земельные комитеты, районов — районные комитеты. Во Второй республике в 1938—1939 г. Словакия и Карпатская Украина получили статус «автономных земель».

### 1949—1951
В 1949 году была проведена реформа и создано 19 областей (kraje) (13 в Чехии и 6 в Словакии).
Чешская земля была разделена на Пражскую, Устецкую, Либерецкую, Пльзенскую, Карловарскую, Чешскобудейовицкую, Градецкую и Пардубицкую области, Моравская — на Оломоуцкую, Остравскую, Готвальдовскую, Брненскую и Йиглавскую, Словацкая — на Братисласкую, Банскобыстрицкую, Кошицкую, Нитрянскую, Прешовскую и Жилинскую.
Области делились на районы (okres) и статутные города, районы на города (město) и общины (obec), статутные города делились на городские округа (obvod). Представительные органы областей — областные национальные комитеты (krajský národní výbor), районов — районные национальные комитеты (okresní národní výbor), в городах — городские национальные комитеты (městský národní výbor), в общинах — местные национальные комитеты (místní národní výbor), в городских округах — окружные национальные комитеты (obvodní národní výbor), исполнительные органы местного самоуправления — президиумы национальных комитетов.

### 1952 — 1956 годы
Столица: Прага
Страна народной демократии.
Расположена в Центральной Европе.
Координаты: 47°44′ — 51°03′ сев. широты, 12°05′ — 22°З1′ вост. долготы.
Чехословакия граничит с Польшей, СССР, Венгрией, Австрией и Германией.
Площадь: 127,8 тыс. км².
Население: 12 556 тыс. человек (по оценке на февраль 1950 года).
В административном отношении страна делится на области (чеш. kraj), области на районы (чеш. okresu), районы на общины (чеш. obci).
Чехословакия делится на 19 областей, 269 районов, 14 989 общин. Старое деление Чехословацкой республики на области: Чехия, Моравия и Силезия, Словакия — законом 21 декабря 1948 года было упразднено.
| № на карте | Области            | Площадь, тыс. км² | Население, тыс. чел. (1946—1948) | Административный центр | Население, тыс. чел. (1946—1948) |
| ---------- | ------------------ | ----------------- | -------------------------------- | ---------------------- | -------------------------------- |
| 17         | Банскобыстрицкая   | 9,3               | 486,7                            | Банска-Быстрица        | 12,5                             |
| 15         | Братиславская      | 7,5               | 838,1                            | Братислава             | 184,4                            |
| 12         | Брненская          | 7,4               | 934,4                            | Брно                   | 273,1                            |
| 13         | Готвальдовская     | 5,1               | 593,6                            | Готвальдов             | 59,7                             |
| 4          | Градецкая          | 5,1               | 552,8                            | Градец-Кралове         | 51,5                             |
| 14         | Жилинская          | 8,3               | 509,4                            | Жилина                 | 18,0                             |
| 11         | Йиглавская         | 6,6               | 422,5                            | Йиглава                | 23,4                             |
| 1          | Карловарская       | 4,4               | 299,6                            | Карлови-Вари           | 30,9                             |
| 18         | Кошицкая           | 7,5               | 461,9                            | Кошице                 | 60,7                             |
| 3          | Либерецкая         | 4,2               | 479,9                            | Либерец                | 52,8                             |
| 16         | Нитрянская         | 8,0               | 689,8                            | Нитра                  | 20,5                             |
| 8          | Оломоуцкая         | 6,2               | 585,0                            | Оломоуц                | 58,6                             |
| 9          | Остравская         | 4,5               | 790,3                            | Острава                | 181,0                            |
| 7          | Пардубицкая        | 4,2               | 422,9                            | Пардубице              | 44,3                             |
| 5          | Пльзенская         | 7,9               | 549,9                            | Пльзень                | 120,7                            |
| 6          | Пражская           | 9,7               | 2014,9                           | Прага                  | 922,3                            |
| 19         | Прешовская         | 8,5               | 448,3                            | Прешов                 | 20,3                             |
| 2          | Устецкая           | 4,1               | 622,7                            | Усти                   | 56,3                             |
| 10         | Чешскобудейовицкая | 9,0               | 493,7                            | Чешске-Будейовице      | 38,2                             |

### 1957 — 1964 годы
Столица: Прага.
Чехословакия расположена в Центральной Европе. Граничит с Польшей, СССР, Венгрией, Австрией и Германией.
Площадь: 127,8 тыс. км².
Население: 13 223 тыс. человек (по оценке 1956 года).
В административном отношении страна делится на области (чеш. kraj), области на округа (чеш. okresu), округа на общины (чеш. obci).
Чехословакия делится на 19 областей, 269 районов, 14 989 общин.
Чешские земли разделены на 13 областей, словацкие (восточная часть Чехословакии) на 6 областей.
| № на карте | Области          | Площадь, тыс. км² | Население, тыс. чел. (1946—1948) | Административный центр | Население, тыс. чел. (1946—1948) |
| ---------- | ---------------- | ----------------- | -------------------------------- | ---------------------- | -------------------------------- |
| 17         | Банскобыстрицкая | 9,3               | 486,7                            | Банска-Быстрица        | 12,5                             |
| 15         | Братиславская    | 7,5               | 838,1                            | Братислава             | 184,4                            |
| 12         | Брненская        | 7,4               | 934,4                            | Брно                   | 273,1                            |
| 13         | Готвальдовская   | 5,1               | 593,6                            | Готвальдов             | 59,7                             |
| 4          | Градецкая        | 5,1               | 552,8                            | Градец-Кралове         | 51,5                             |
| 14         | Жилинская        | 8,3               | 509,4                            | Жилина                 | 18,0                             |
| 11         | Йиглавская       | 6,6               | 422,5                            | Йиглава                | 23,4                             |
| 1          | Карловарская     | 4,6               | 299,6                            | Карлови-Вари           | 30,9                             |
| 18         | Кошицкая         | 7,5               | 461,9                            | Кошице                 | 60,7                             |
| 3          | Либерецкая       | 4,2               | 479,9                            | Либерец                | 52,8                             |
| 16         | Нитрянская       | 8,0               | 689,8                            | Нитра                  | 20,5                             |
| 8          | Оломоуцкая       | 6,2               | 585,0                            | Оломоуц                | 58,6                             |
| 9          | Остравская       | 4,5               | 790,3                            | Острава                | 181,0                            |
| 7          | Пардубицкая      | 4,2               | 422,9                            | Пардубице              | 44,3                             |
| 5          | Пльзенская       | 7,9               | 549,9                            | Пльзень                | 120,7                            |
| 6          | Пражская         | 9,7               | 2014,9                           | Прага                  | 922,3                            |
| 19         | Прешовская       | 8,5               | 448,3                            | Прешов                 | 20,3                             |
| 2          | Устецкая         | 4,1               | 622,7                            | Усти                   | 56,3                             |
| 10         | Ческобудеёвицкая | 9,0               | 493,7                            | Ческе-Будеёвице        | 38,2                             |

#### Изменения
- Чехословацкая республика переименована в Чехословацкую Социалистическую Республику в соответствии с конституцией, принятой 11 июля 1960 года. Представительный орган Словакии — Национальный совет Словакии, исполнительный орган — Коллегия уполномоченных Словакии до 1960 года, Президиум Национального совета Словакии с 1960 до 1969 года.
- В 1960 году края были укрупнены, число их уменьшено до 10.
- Пражская область была переименована в Среднечешскую, Ческобудеёвицкая область в Южно-Чешскую, Устецкая и Либерецкая были объединены в Северо-Чешскую, Пльзенская и Карловарская в Западно-Чешскую, Градецкая и Пардубицкая — в Восточно-Чешскую, Готвальдовская, Брненская, Йиглавская — в Южноморавскую, Оломоуцкая и Остравская — в Северо-Моравскую, Кошицкая и Прешовская в Восточно-Словацкую, Банскобыстрицкая и Жилинская — в Среднесловацкую, Братиславская и Нитрянская — в Западно-Словацкую. Равноценный статус с областями получили также Прага и Братислава.

### 1965 — 1970 годы
Столица: Прага.
Чехословакия — государство в Центральной Европе. Чехословацкая Социалистическая Республика — единое государство двух равноправных народов: чехов и словаков.
Площадь — 127,9 тыс. км².
Население — 14 003 тыс. человек (по оценке на 31 декабря 1963 года).
Государственные языки — чешский и словацкий.
С апреля 1960 года страна в административном отношении разделена на 11 областей (в т. ч. столица — город Прага, приравненная к области) и 108 районов вместо существовавших ранее 19 областей и 270 районов.
Чешские земли (площадь — 78,9 тыс. км²; население — 9 637 тыс. человек, по оценке на 31 декабря 1963 года) разделены на 8 областей, словацкие (восточная часть Чехословакии) — на 3 области (площадь — 49,0 тыс. км²; население — 4 305 тыс. человек, по оценке на 31 декабря 1963 года).
| № на карте         | Области              | Площадь, тыс. км² | Население, тыс. чел. (оценка на 1962) | Административный центр | Население, тыс. чел. (оценка на 31.12.1962) |
| Чешские области:   | Чешские области:     | 78,9              | 9616,5                                |                        |                                             |
| ------------------ | -------------------- | ----------------- | ------------------------------------- | ---------------------- | ------------------------------------------- |
| 3                  | город Прага          | 0,2               | 1014,0                                |                        |                                             |
| 6                  | Восточно-Чешская     | 11,3              | 1198,4                                | Градец-Кралове         | 57,1                                        |
| 1                  | Западно-Чешская      | 10,9              | 836,4                                 | Пльзень                | 139,6                                       |
| 8                  | Северо-Моравская     | 11,1              | 1658,1                                | Острава                | 244,9                                       |
| 2                  | Северо-Чешская       | 7,8               | 1091,4                                | Усти                   | 66,7                                        |
| 4                  | Центрально-Чешская   | 11,3              | 1270,0                                | Прага                  | 1014,0                                      |
| 7                  | Южно-Моравская       | 15,0              | 1906,6                                | Брно                   | 319,9                                       |
| 5                  | Южно-Чешская         | 11,3              | 650,3                                 | Ческе-Будеёвице        | 65,9                                        |
| Словацкие области: | Словацкие области:   | 49,0              | 4239,6                                |                        |                                             |
| 11                 | Восточно-Словацкая   | 16,2              | 1134,5                                | Кошице                 | 88,3                                        |
| 9                  | Западно-Словацкая    | 14,8              | 1784,2                                | Братислава             | 252,8                                       |
| 10                 | Центрально-Словацкая | 18,0              | 1320,8                                | Банска-Бистрица        | 25,0                                        |

#### Изменения
- С 1969 года — советы областей, советы районов, советы общин, советы городов, советы городских округов.
- С января 1969 Чехословакия стала федеративным государством из двух социалистических республик — Чешской и Словацкой, по статусу напоминали штаты, и столицы (hlavní město), по статусу напоминавшие федеральный округ. ЧСР и ССР в свою очередь делились на области. Правительство Словацкой Социалистической Республики с 1969 года.
- Равноценный статус начиная с 1968—1971 наряду с областями имели также Прага и Братислава, Брно, Острава и Пльзень.

### 1971 — 1991 годы
Столица: Прага.
Чехословакия — государство в Центральной Европе. Чехословацкая Социалистическая Республика — единое государство двух равноправных народов: чехов и словаков.
Площадь — 127,9 тыс. км².
Население — 14 401 тыс. человек (по оценке 1971 года).
Государственные языки — чешский и словацкий.
1 января 1969 года вступил в силу конституционный закон о Чехословацкой Федерации.
Провозглашены Словацкая Социалистическая Республика (столица Братислава) и Чешская Социалистическая Республика.
Столица Чехословацкой Социалистической Республики и Чешской Социалистической Республики — Прага.
Чехословакия в административном отношении разделена на 11 областей (в т. ч. столица — город Прага, приравненная к области). Области делятся на районы.
| № на карте                             | Области                                | Площадь, тыс. км² | Население, тыс. чел. (оценка на 31.12.1969) | Административный центр | Население, тыс. чел. (оценка на 31.12.1969) |
| Чешская Социалистическая Республика:   | Чешская Социалистическая Республика:   | 78,9              | 9837,0                                      |                        |                                             |
| -------------------------------------- | -------------------------------------- | ----------------- | ------------------------------------------- | ---------------------- | ------------------------------------------- |
| 3                                      | Прага                                  | 0,2               | 1105,б                                      |                        |                                             |
| 6                                      | Восточно-Чешская                       | 11,3              | 1206,7                                      | Градец-Кралове         | 68,2                                        |
| 1                                      | Западно-Чешская                        | 10,9              | 863,3                                       | Пльзень                | 147,3                                       |
| 8                                      | Северо-Моравская                       | 11,1              | 1805,0                                      | Острава                | 279,8                                       |
| 2                                      | Северо-Чешская                         | 7,8               | 1120,1                                      | Усти                   | 74,4                                        |
| 4                                      | Среднечешская                          | 11,3              | 1200,5                                      | Прага                  | —                                           |
| 7                                      | Южно-Моравская                         | 15,0              | 1952,0                                      | Брно                   | 339,2                                       |
| 5                                      | Южно-Чешская                           | 11,3              | 656,8                                       | Ческе-Будеёвице        | 76,9                                        |
| Словацкая Социалистическая Республика: | Словацкая Социалистическая Республика: | 49,0              | 4564,0                                      |                        |                                             |
| 11                                     | Восточно-Словацкая                     | 16,2              | 1240,6                                      | Кошице                 | 142,2                                       |
| 9                                      | Западно-Словацкая                      | 14,8              | 1603,4                                      | Братислава             | 291,1                                       |
| 10                                     | Среднесловацкая                        | 18,0              | 1402,6                                      | Банска-Бистрица        | 40,1                                        |

#### Изменения
- В 1990 году слово «социалистическая» было убрано из названий обеих республик.

## Политические партии и общественные организации

### 1918—1939, 1945—1948

#### Правые
- Национал-демократическая партия Чехословакии (Československá národní demokracie) — консервативная националистическая.
- Республиканская партия земледельческого и мелкокрестьянского населения (Republikánská strana zemědělského a malorolnického lidu) — консервативная аграрная.
- Чехословацкая народная партия — консервативная клерикальная.
- Чехословацкая торгово-купеческая партия среднего класса (Československá živnostensko-obchodnická strana středostavovská) — консервативная.

#### Центристские
- Чехословацкая социалистическая партия (после 1926 года Чехословацкая национально-социалистическая партия, Československá strana národně socialistická) — леволиберально-националистическая.

#### Левые
- Коммунистическая партия Чехословакии — коммунистическая.
- Независимая социалистическая рабочая партия — левосоциалистическая.
- Чехословацкая социал-демократическая партия — социалистическая.

#### Национал-партикулярные партии
- Немецкая социал-демократическая рабочая партия в Чехословакии — немецкая социалистическая.
- Немецкий союз земледельцев — немецкая консервативная.
- Судето-немецкая партия — немецкая нацистская.
- Венгерско-немецкая социал-демократическая партия (с 1921 года — Венгерская социал-демократическая партия в Чехословакии) — социалистическая.
- Провинциальная христианско-социалистическая партия — венгерская католическая.
- Глинкова словацкая народная партия — словацкая клерикально-националистическая.
- Карпаторусская трудовая партия — русинская левоцентристская аграрная.
- Русская национально-автономная партия — русинская ультраправая.
- Социал-демократическая рабочая партия Подкарпатской Руси.
- Польская социалистическая рабочая партия.

### 1948—1989
- Национальный фронт (Narodni Fronta).
  - Коммунистическая партия Чехословакии (Komunistická Strana Československa).
    - Коммунистическая партия Словакии (Komunistická Strana Slovenska).

  - Чехословацкая народная партия (Československá Strana Lidová, ČSL).
  - Чехословацкая социалистическая партия (Československá Strana Socialistická, ČSS).
  - Партия словацкого возрождения (Strana Slovenskej Obrody).
  - Партия свободы (Slovenská Strana Slobody).

### Общественные движения
Крупнейший профцентр — Чехословацкая ассоциация профсоюзов (Odborové sdružení Československé), с 1945 года — Революционное профсоюзное движение (Revoluční odborové hnutí, ROH).
С 1979 года существовала молодёжная организация КПЧ — Социалистический союз молодёжи (Socialistický svaz mládeže), с 1949 до 1968 года существовал Чехословацкий союз молодёжи (Československý svaz mládeže), возникший путём объединения Союза молодёжи Карпат, Союза словацкой молодёжи (Zväz slovenskej mládeže), Союза чешской молодёжи (Svaz české mládeže) и Союза польской молодёжи, возникших в 1945 году.
Крупнейшая феминистская организация (с 1950 года) — Чехословацкий союз женщин (Československý svaz žen).
Крупнейшая организация международного сотрудничества (с 1948 года) — Союз чехословацко-советской дружбы (Svaz československo-sovětského přátelství).

Национальности в ЧСР, 1930

## Демография

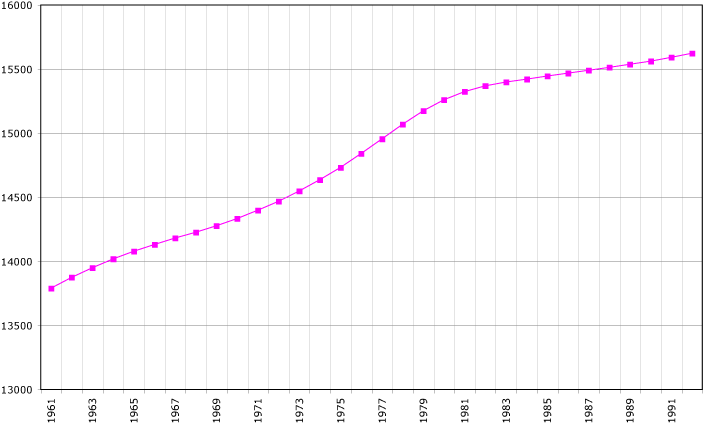
Население Чехословакии в 1961−1991

Население (1991): 15,6 миллиона, национальный состав : чехи — 62,8 %, словаки — 31 %, венгры — 3,8 %, цыгане — 0,7 %, силезцы — 0,3 %. Также в состав входили люди других национальностей — русины, украинцы, немцы, поляки и евреи.
Естественный прирост — 2,7 % в 1985 году, 1,7 % в 1990 году.
В 1989 году продолжительность жизни составляла 67,7 года для мужчин и 75,3 года для женщин. 23,1 % населения было моложе 15 лет, а 19 % были в возрасте старше 60 лет.
Плотность населения в 1986 году составляла примерно 121 человек на квадратный километр. Наиболее населённый географический регион — Моравия, 154 человека на квадратный километр. Средний показатель для Чехии был около 120 человек, а для Словакии — около 106 человек. Крупнейшие города по состоянию на январь 1986 года были следующие:
- Прага (Чехия) — 1,2 млн человек.
- Братислава (Словакия) — 417 103 человека.
- Брно (Чехия) — 385 684 человек.
- Острава (Чехия) — 327 791 человек.
- Кошице (Словакия) — 222 175 человек.
- Пльзень (Чехия) — 175 244 человека.

## Экономика

### Промышленность и сельское хозяйство
В 1948—1989 гг. основные производственные единицы в промышленности — национальные предприятия (Národní podnik), в сельском хозяйстве — единый сельскохозяйственный кооператив (Jednotné zemědělské družstvo).

### Финансы
Денежная единица — чехословацкая крона (12 копеек СССР) была представлена:
- бронзовыми (в 1953—1992 гг. — алюминиевыми) монетами номиналом в 1, 2 (в 1953—1992 гг. — 3), 5 и 10 геллеров (1 геллер — 1/100 кроны).
- медно-никелевыми (в 1953—1992 гг. — алюминиевыми) монетами номиналом в 10, 20 (с 1933 г. — 25), 50 геллеров, 1, 2 и 5 крон[13].
- билетами Национального банка Чехословакии (в 1953—1992 гг. — билеты Государственного банка ЧССР (Bankovka Státnej banky československej)) номиналом в 1 (в 1953—1992 гг.), 3 (в 1953—1992 гг.), 5 (в 1961—1992 гг. казначейские билеты (Státovka)), 10, 20 (в 1953—1992 гг. — 25), 50, 100, 500 (в 1953—1973 гг. — не выпускались), 1000 (в 1953—1985 гг. — не выпускались)[14], эмитировались Национальным банком Чехословакии (Národní banka Československá) (в 1950—1992 гг. — Государственный банк Чехословакии (Státní banka československá))[15][16].

### Транспорт
Чехословакия была транзитной страной.
- Железные дороги — 13 141 километр.
- Автомобильные дороги:
  - всего — 74 064 километра.
  - с твёрдым покрытием — 60 765 км.
  - без твёрдого покрытия — 13 299 километров.
- Водные пути — около 475 километров.
- Трубопроводы:
  - 1448 километров — на сырую нефть.
  - 1500 километров — нефтепродукты.
  - 8000 км — на природный газ.

#### Грузовые перевозки
В 1985 году около 81 % дальних перевозок осуществлялось по железной дороге. Автомобильные перевозки составляли 13 %, внутренние водные пути — 5 %, гражданская авиация — менее 1 % от общих грузовых перевозок.

#### Порты
Морские порты отсутствуют, торговля по морю осуществлялась в соседних странах, например — Гдыня, Гданьск и Щецин в Польше; Риека и Копер в Югославии; Гамбург в Федеративной Республике Германия, в Росток в Германской Демократической Республике. Основные речные порты — Прага, Братислава, Дечин и Комарно.

### Телекоммуникации
Телекоммуникация в Чехословакии была современная, автоматическая система с прямым набором подключений. В январе 1987 года были 54 AM и 14 FM радиостанций, сорок пять телевизионных станций. Оператор почтовых услуг — Чехословацкая почта (Československá pošta), оператор телефонной связи SPT Praha s.p. (Správa pošt a telekomunikací Praha — «Управление почт и телекоммуникаций Прага»).

## Культура

### Религия
По переписи 1991 года: католики — 46,4 %, евангелисты (лютеране) — 5,3 %, православные — 0,34 % (около 53 тыс. человек), мусульмане, буддисты, атеисты 29,5 %/16,7 % (имеются большие различия между республиками (смотри Чехия и Словакия)).

### СМИ
Крупнейшее информационное агентство — Чехословацкое телеграфное агентство (Ceskoslovenska Tiskova Kancelar). Государственная радиокомпания — Чехословацкое радио (Československý rozhlas), включало в себя радиостанции Radiožurnál (в период КПЧ известна Československo), Praha и Vltava, а также региональные радиостанции — Brno, Bratislava и др., государственная телекомпания — Чехословацкое телевидение (Československá televize), включало в себя телеканалы ČST1 и ČST 2 (до начала 1993 года). Орган по надзору за соблюдением законов о СМИ — Федеральный совет радиовещания и телевидения (Federální Rada pro rozhlasové a televizní vysílání), создан в 1991 году.

### Кинематография и звукозапись
- Киностудия «Баррандов» (Filmové studio Barrandov)
- Krátký Film Praha — анимационная студия
- Центр кинопроката (Ústřední půjčovna filmů) — компания объединявшая кинотеатры
- Supraphon — звукозаписывающая компания ЧССР
- OPOS — звукозаписывающая компания ЧССР

### Праздники
1925-1951
- Новый год — 1 января.
- Великая пятница.
- Пасха.
- Пасхальный понедельник.
- Вознесение Господне.
- Пятидесятница.
- Праздник Тела и Крови Христовых.
- День святых апостолов Петра и Павла — 29 июня.
- Успения Девы Марии — 15 августа.
- День независимости — 5 июля.
- День всех святых — 1 ноября.
- Зачатие Девы Марии — 8 декабря.
- Рождество Христово — 25 и 26 декабря.

1951-1991
- Новый год — 1 января.
- Пасха.
- Пасхальный понедельник.
- Праздник труда — 1 мая.
- День национализации — 28 октября.
- Рождество Христово — 25 и 26 декабря.